# Pont-de-Flandre
Il quartiere Pont-de-Flandre è il 74º quartiere amministrativo di Parigi, situato nel XIX arrondissement, nella zona nord-est della capitale.
Qui è dove sorgeva un tempo il vecchio macello della città di Parigi. Il quartiere prende il suo nome dal ponte omonimo presente nella zona.

## Geografia
Il quartiere Pont-de-Flandre è costituito dalla zona Nord del 19º arrondissement.
Confini:
- Nord: comune d'Aubervilliers (oltre porte d'Aubervilliers e la porte de la Villette)
- Est: comune di Pantin (oltre porte de la Villette e porte de Pantin)
- Sud: quartiere Amérique (separato dall'avenue Jean-Jaurès)
- Sud-Ovest: quartiere de la Villette (separato dalla rue de l'Ourcq)
- Ovest: 18º arrondissement, quartiere de la Chapelle (separato dalla rue d'Aubervilliers)

## Luoghi e monumenti di rilievo
- Conservatoire national supérieur de musique et de danse de Paris, 209 avenue Jean-Jaurès
- Il parco de La Villette, 211 avenue Jean-Jaurès
- La cité de la musique, 211 avenue Jean-Jaures
- Fontaine aux lions de Nubie, 211 avenue Jean-Jaurès
- la Grande halle de la Villette (una delle ultime vestigia del vecchio macello comunale), 211 avenue Jean-Jaurès
- Il teatro de la Villette
- Le Zénith, 211 avenue Jean-Jaurès
- La cité des sciences et de l'industrie, parc de la Villette
- La Géode, parc de la Villette
- Maison de la Villette, avenue Corentin-Cariou
- Immeubles-villas, 26-30 avenue Corentin-Cariou
- Écluse de la Villette
- Ilot Oise-Barbanègre
- Coté des Eiders, 145-161 rue de Flandre
- Collège Edmond-Michelet, 1-3 rue de Cambrai
- Église Saint-Luc, passage Wattieaux, angolo rue de l'Ourcq
- Pont de la rue de l'Ourcq